# Премія AVN найкращій новій старлетці
Найкраща нова старлетка (англ. AVN Best New Starlet Award) — премія, яку присуджують щорічно у січні у Лас-Вегасі на церемонії AVN Awards. Аналогічно премії «Греммі» найкращому новому виконавцю та «Золотому глобусу» за найкращий акторський дебют, її присуджують порноакторці, яка показала найбільший потенціал у свій дебютний рік.

## Лауреати та номінанти
| Рік          | Фото лауреата | Лауреат          | Номінанти |
| ------------ | ------------- | ---------------- | --- |
| 1984         |               | Рейчел Ешлі      | |
| 1985         |               | Джинджер Лінн    | |
| 1986         |               | Ангел            | |
| 1987         |               | Барбара Даре     | |
| 1988         |               | Саманта Стронг   | |
| 1989         |               | Ая               | |
| 1990 (нічия) |               | Вікторія Періс   | |
| 1990 (нічия) | Торі Веллес   |                  | |
| 1991         |               | Дженніфер Стюарт | |
| 1992         |               | Саванна          | |
| 1993         |               | Алекс Джордан    | |
| 1994         |               | Шейла Лаво       | |
| 1995         |               | Кайлі Айрленд    | |
| 1996         |               | Дженна Джеймсон  | |
| 1997         |               | Міссі            | |
| 1998         |               | Джонні Блек      | |
| 1999         |               | Аліша Класс      | Джессіка Дарлін Ді Олена Інарі Веш Каті Голд Малітія Мока Ніккі Андерсон Саманта Стіл Темптріс Шелбі Майн |
| 2000         |               | Бріджитт Керков  | Анастасія Блю Дживел Де'Ніл Індіа Катя Кін Лінні Лей Банні Лав Барретт Мур Соня Редд Реган Старр Сідні Стіл Вівіан Валентайн |
| 2001         |               | Тера Патрік      | Алекса Кессіді Райн Коннер Дейтон Рейнс Джессіка Дрейк Таша Хантер Міко Лі Лола Хантер Лін Тіффані Мейсон Маккейла Метьюз |
| 2002         |               | Віоллета Блю     | Маріса Ерроє Саллі Кокс Кейт Фрост Хевен Логан Лабрент Джастіна Ромі Stevie Моніка Світхарт Зана |
| 2003         |               | Дженна Гейз      | Санрайз Адамс Арія Джованні Хана Харпер Дживелс Джейд Джессі Кіммі Ках Кармен Лувана Кеті Морган Тоні Робертс Еві Скотт Джуді Стар Шайла Стайлз Фелікс Вішиз Лезлі Зен                                                                             |
| 2004         |               | Стормі Деніелс   | Ешлі Блю Мері Кері Сінді Кроуфорд Дейзі Мері Алура Іден Джессі Джейн Кейлені Лей Ніна Мерседес Енді Пейдж Лорен Фенікс Крістал Рей Рейчел Роттен Сімона Белла-Марія Вульф                                                                          |
| 2005         |               | Цитерея          | Одрі Холландер Ніккі Хантер Катріна Кревен Крісті Лі Дженнівер Лав Міссі Мур Джиа Палома Тіган Преслі Лілі Фей Люсі Фей Наутіка Торн Дана Весполі Вікі Вітте Дені Вудверд                                                                          |
| 2006         |               | Маккензі Лі      | Лорі Алексіа Джоанна Енджел Джасміна Бьорн Кортні Каммз Брук Хевен Дженавіві Джолі Санні Лейн Торі Лейн Ванесса Лейн Тріна Майклз Кері Себл Гіларі Скотт Терін Томас Келлі Велс                                                                    |
| 2007         |               | Наомі            | Алектра Блу Саша Грей Лейсі Харт Джианна Лінн Кенді Мейсон Рілі Мейсон Мішель Мейлін Стефані Морган Дженна Преслі Кірстен Прайс Емі Рейд Ава Роуз Міа Роуз Шарлотта Стокелі                                                                        |
| 2008         |               | Брі Олсон        | Алексіс Лав Алексіс Тексіс Ешлін Брук Одрі Бітоні Кейсі Паркер Ліла Стар Лорена Санчес Майя Хіллс Наташа Найс Пауліна Джеймс Рене Крус Шей Джордан Тера Рей Веронік Вега Алана Лейдж                                                               |
| 2009         |               | Стоя             | Лексі Белл Торі Блек Чейсі Еванс Джелін Фокс Джейден Джеймс Ніккі Джейн Джеймі Ленгфорд Дженді Лін Меган Мелон Прія Рай Фей Рейган Райдер Скай Міссі Стоун Анджеліна Валентайн                                                                     |
| 2010         |               | Кейні Лін Картер | Аса Акіра Брітні Ембер Анжеліна Армані Кіра Дайан Лондон Кейс Теннер Мейз Ніколь Рей Емі Рейз Наталія Россі Еріана Старр Райлі Стіл Джені Саммерс Брінн Тейлор Седі Вест                                                                           |
| 2011         |               | Грейсі Глем      | Брук Лі Адамс Рейвен Алексіс Бріана Блер Емі Брук Даніка Діллан Алексіс Форд Тара Лінн Фокс Еллі Гейз Емі Мілі Мелорі Рей Мерфі Шанель Престон Ешлін Рей Катя Івс Дженніфер Вайт                                                                   |
| 2012         |               | Бруклін Лі       | Абелла Андерсон Джессі Ендрюс Айден Ешлі Бетані Бенц Лілі Картер Скін Даймонд Голлі Майклс Еш Голлівуд Бібі Джонс Джинкс Мейз Голлі Роуз Селена Роуз Саманта Сейнт Лексі Своллоу Лізз Тайлер Зої Восс                                              |
| 2013         |               | Ремі Лакруа      | Анікка Олбрайт Дені Деніелс Ана Фокс Кендалл Карсон Тесса Лейн Лейлані Ліен Адріанна Луна Меліна Мейсон Кассандра Нікс Медді О'Рейллі Пенні Пакс Райлі Рід Джессі Роджерс Бонні Роттен Стіві Шей Сірі Триніті Сент-Клер Крісті Стівенс Каріна Вайт |
| 2014         |               | Міа Малкова      | Е.Дж. Епплегейт Кесі Келверт Тіл Конрад Ділліон Гарпер Мелоді Джордан Кеннеді Лей Крісті Мак Зої Монро Рейвен Рокетт Джесса Роудс Ріккі Сікс Сінді Старфолл Наталія Старр Джоді Тейлор                                                             |
| 2015         |               | Картер Круз      | Огест Еймс Кармен Калієнте Міша Кросс Айдра Фокс Кейша Грей Джаніс Гріфітт Шанелль Гарт Джілліан Дженсон Катеріна Кі Белль Кнокс Аріана Мері Скарлет Ред Саманта Рон Дакота Скай                                                                   |
| 2016         |               | Абелла Денджер   | Арія Александер Белла Беллц Марлі Брінкс Кейт Інгленд Карлі Грей Катріна Джейд Пета Дженсен Кассіді Клайн Морган Лі Рейчел Мадорі Кейра Ніколь Джейд Ніл Меган Рейн Кісса Сінс                                                                     |
| 2017         |               | Голлі Гендрікс   | Кіммі Грейнджер Алекс Грей Ельза Джін Джоджо Кісс Кеті Кісс Ліра Лоу Мелісса Мур Кіра Нуар<br/Аня Ольсен Джіа Пейдж Пайпер Перрі Адрія Рає Лана Роудс Джіна Валентина                                                                              |
| 2018         |               | Джилл Кессіді    | Арья Фей Белла Роуз Вайолет Старр Олена Кошка Жизель Палмер Крістен Скотт Ліна Пол Райлі Ніксон Скарлетт Сейдж Софі Райан Вітні Райт Хані Голд Хлоя Скотт Еліза Джейн                                                                              |
| 2019         |               | Айві Вульф       | Аліна Лопес Джейн Уайлд Джіа Дерза Карма Рекс Кендра Спейд Кензі Рівз Ніколетт Ші Нія Наччі Тана Леа Ханна Хейз Хіме Марі Еліза Ібарра Елла Нокс Емілі Вілліс                                                                                      |
| 2020         |               | Джіана Діор      | Арія Лі Афіна Феріс Ванна Бардо Віна Скай Габбі Картер Денні Ріверс Ізі Лаш Кіара Коул Кіра Крофт Лексі Лор Лейсі Леннон Наомі Суонн Отем Фоллс Пейдж Оуенс                                                                                        |
| 2021         |               | Скарліт Скандал  | Адіра Алюр Алексіс Тей Белла Ролланд Бруклін Грей Джессі Сейнт Джуелз Блу Кіарра Кай Лана Шарапова Наталі Поркман Саванна Сікс Скай Пірс Скайлар Вокс Ейвері Крісті LaSirena69                                                                     |
| 2022         |               | Блейк Блоссом    | Аліна Алі Анна Клер Клаудс Дестіні Крус Жизель Бланко Кайлі Рокет Кейлі Ганнер Коко Лавлок Лілі Ларімар Майя Вульф Медді Мей Сіра Райдер Фрея Паркер Ейпріл Олсен Енджел Янгс                                                                      |
| 2023         |               | Чарлі Саммер     | Арія Валенсія Армані Блек Банні Медісон Брейлін Бейлі Зелайна Марі Кензі Енн Кей Лавлі Леана Лавінгс Медісон Саммерс Ніколь Досі Ніколь Кітт Рорі Нокс Слімтик Вік Томмі Кінг                                                                      |